# Zsetek
Zsetek (szlovákul: Žatkovce) Gellért településrésze, korábban önálló község Szlovákiában, az Eperjesi kerület Eperjesi járásában.

## Fekvése
Eperjestől 16 km-re északra fekszik. Gellért keleti felét alkotja.

## Története
A települést 1427-ben az adóösszeírásban „Zetkth” alakban említik először, Sáros várának tartozéka volt. 1450-ben „Sethk”, 1454-ben „Zethk” alakban szerepel a korabeli forrásokban.
Adózók neve 1715-ben: Ladislaus Petrics; Petrus Jancsisov; Joannes Mitnik; Simon Bucsicsin; Joannes Radak. [Forrás: Magyar Országos Levéltár (1715. évi országos összeírás)]
A 18. század végén Vályi András így ír róla: „ZSETTEK. Tót falu Sáros Várm. földes Ura Gr. Áspermont Uraság, földgye sovány fája, legelője van.”
Fényes Elek 1851-ben kiadott geográfiai szótárában így ír a faluról: „Zsetek, Sáros vm. orosz falu, Ternyéhez északra 1 órányira, a bártfai országutban: 14 romai, 163 g. kath., 5 zsidó lak. Ut. p. Bártfa.”
1910-ben 152, túlnyomórészt ruszin lakosa volt. 1920 előtt Sáros vármegye Kisszebeni járásához tartozott.

## Külső hivatkozások
- Zsetek Szlovákia térképén
- Magyar Országos Levéltár[halott link]

## Lásd még
- Gellért
- Csergőzávod